# Mariani
Mariani é uma cidade e uma town area committee no distrito de Jorhat, no estado indiano de Assam.

## Geografia
Mariani está localizada a 26° 40′ N, 94° 20′ L. Tem uma altitude média de 155 metros (508 pés).

## Demografia
Segundo o censo de 2001, Mariani tinha uma população de 23 065 habitantes. Os indivíduos do sexo masculino constituem 54% da população e os do sexo feminino 46%. Mariani tem uma taxa de literacia de 65%, superior à média nacional de 59,5%: a literacia no sexo masculino é de 65% e no sexo feminino é de 65%. Em Mariani, 12% da população está abaixo dos 6 anos de idade.